# جبن الروكفور
الرُّكْفُور (بالفرنسية: Roquefort) هو جبن من حليب الغنم من جنوب فرنسا، وهو أحد أشهر أنواع الجبن الأزرق في العالم. على الرغم من إنتاج أنواع مماثلة من الجبن في مكان آخر، فإن قانون الاتحاد الأوروبي ينص على أن تلك الجبن القديمة المعتقة في كهوف Combalou الطبيعية في منطقة ركفور عند السلزون قد تحمل اسم رُكفور، لأنه مؤشر جغرافي معترف به، أو لديه تسمية محمية للمنشأ.
يتصف الجبن بلونه الأبيض ومذاقه المميز، فضلاً عن رطوبته وقوامه غير المتماسك، ويتميز بعروق ذات لون أزرق، والتي مصدرها العفن. تتميز الرُّكفور برائحة ومذاق مميز ذو طعم ملحوظ لحمض الزبدة. توفر العروق الزرقاء مذاق حادًا. جبن الرُكفور ليس لها قشرة، وسطحها مأكولٌ ذو ملح قليل. تزن عجلة الرُّكفور النموذجية ما بين 2.5 و 3 كيلوغرام (6 و 7 رطل)، أي ما يساوي 10 سنتيمتر (3.9 بوصة) . يتطلب كل كيلوغرام من الجبن الجاهز نحو 4.5 لتر (1.2 غال-أمريكي) من الحليب لإنتاجه. يُطلق  في فرنسا على الرُّكفور غالبًا «ملك الجبن» أو «جبن الملوك»، وذلك مع استخدام هذه الأسماء لأنواع جبن أُخَر أيضًا.
ترجع قصة اكتشاف الجبن إلى أسطورة، ففيما كان شاب يتناول طعامه من الخبز وجبن النعاج، رأى فتاة جميلة من بعيد، فترك طعامه في كهف قريب وركض لمقابلتها. عندما عاد بعد بضعة أشهر، وجد أنه قد تكونت عليها أحد أنواع جراثيم المكنسية وقد حولت جبنه العادي إلى ما يسمى اليوم بجبن رُكفور.
في 4 يونيو/حزيران عام 1411 منح تشارلز السادس احتكار إنضاج الجبن لأهالي مدينة ركفور عند السلزون كما كانوا يفعلون منذ قرون.
في عام 1961، قضى حكم في المحكمة الابتدائية في مدينة مييو أنه مع أنه يمكن اتباع طريقة تصنيع جبن الرُّكفور عبر جنوب فرنسا، إلا أنه لن يسمح بحمل اسم روكفور إلا لتلك الأجبان التي نضجت في الكهوف الطبيعية في مونت كومبالو في مدينة رُكفور.

## الإنتاج

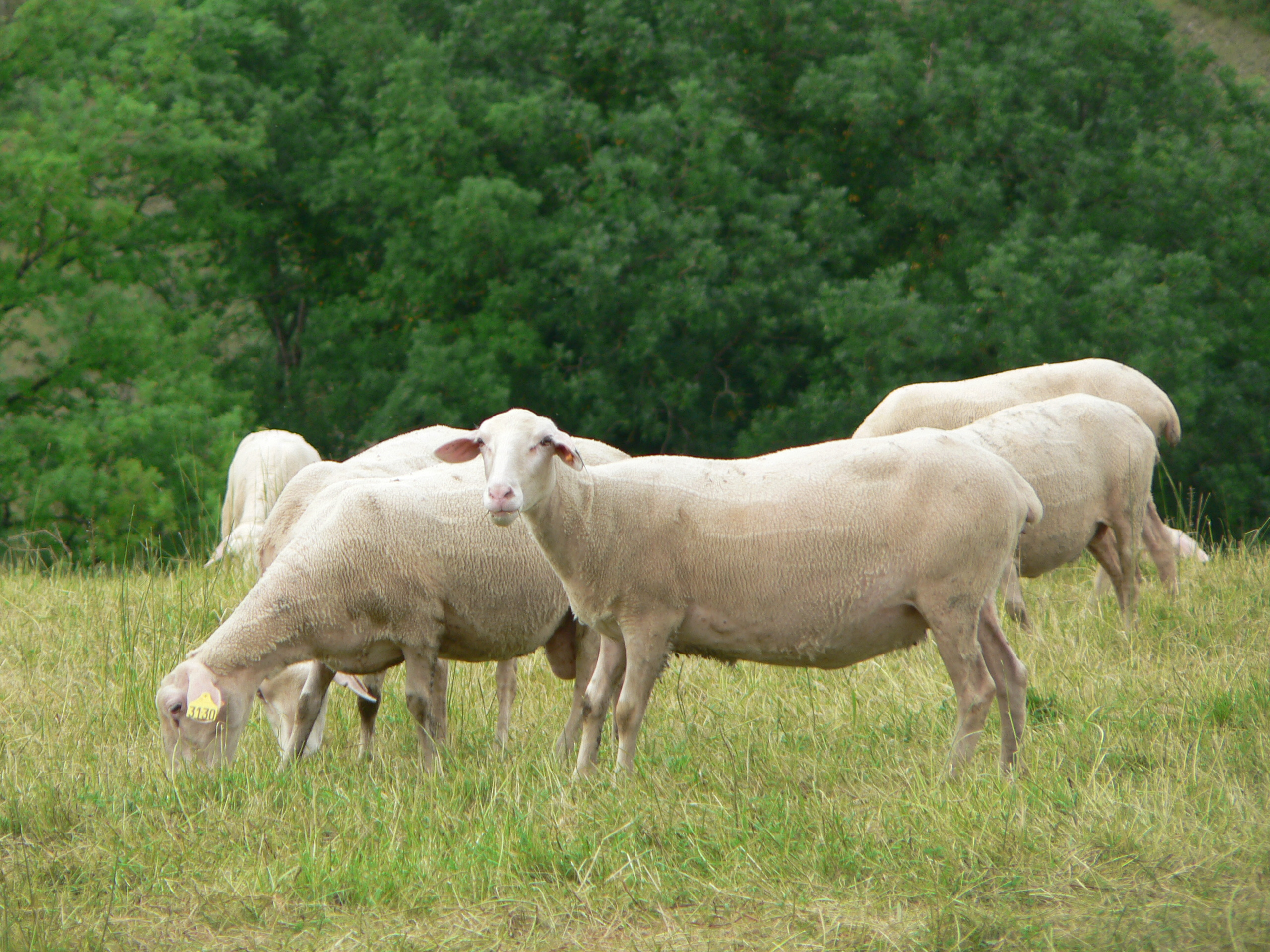
قطيع Lacaune في فرنسا

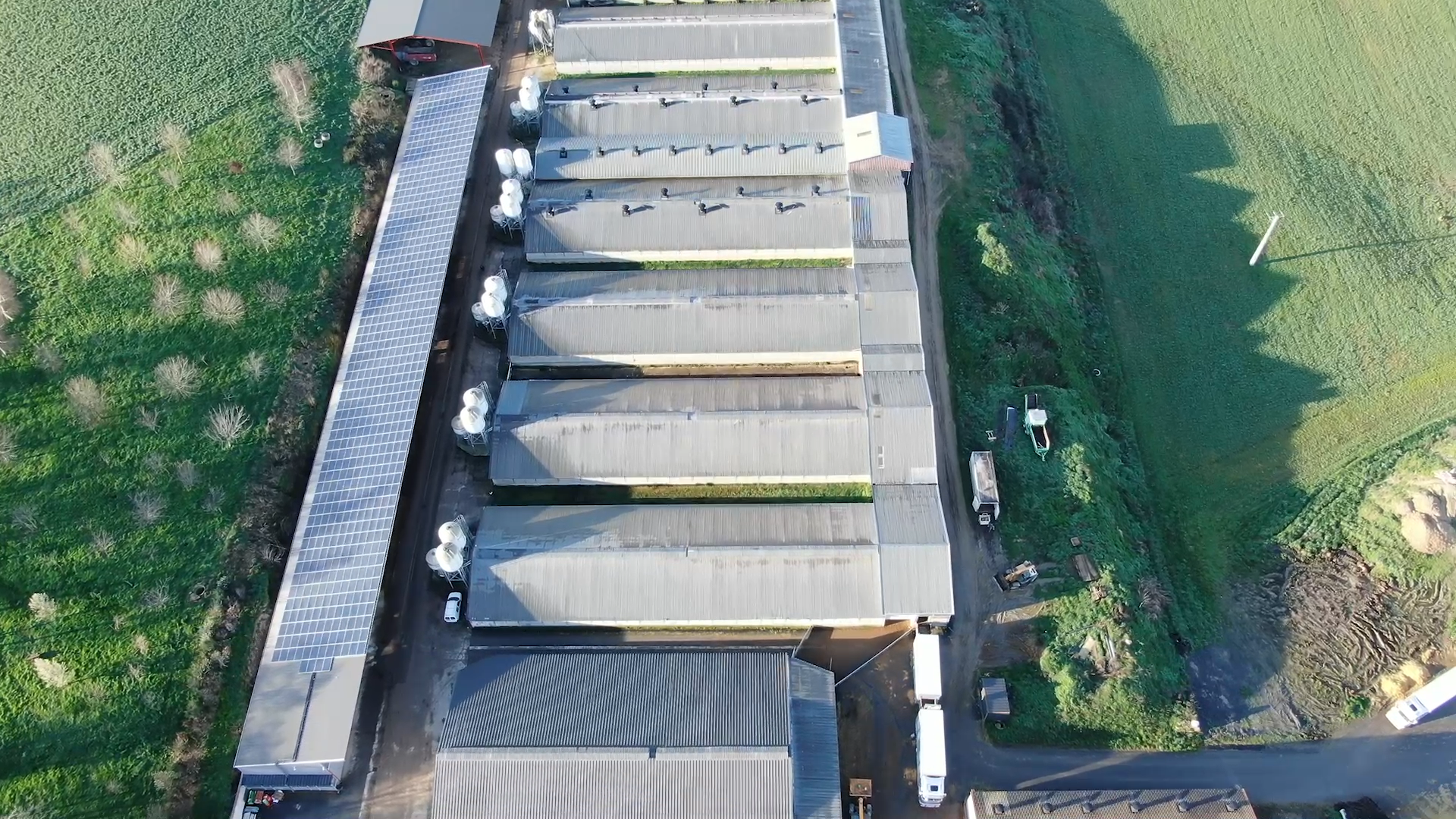
مزرعة رُكفور في جنوب فرنسا

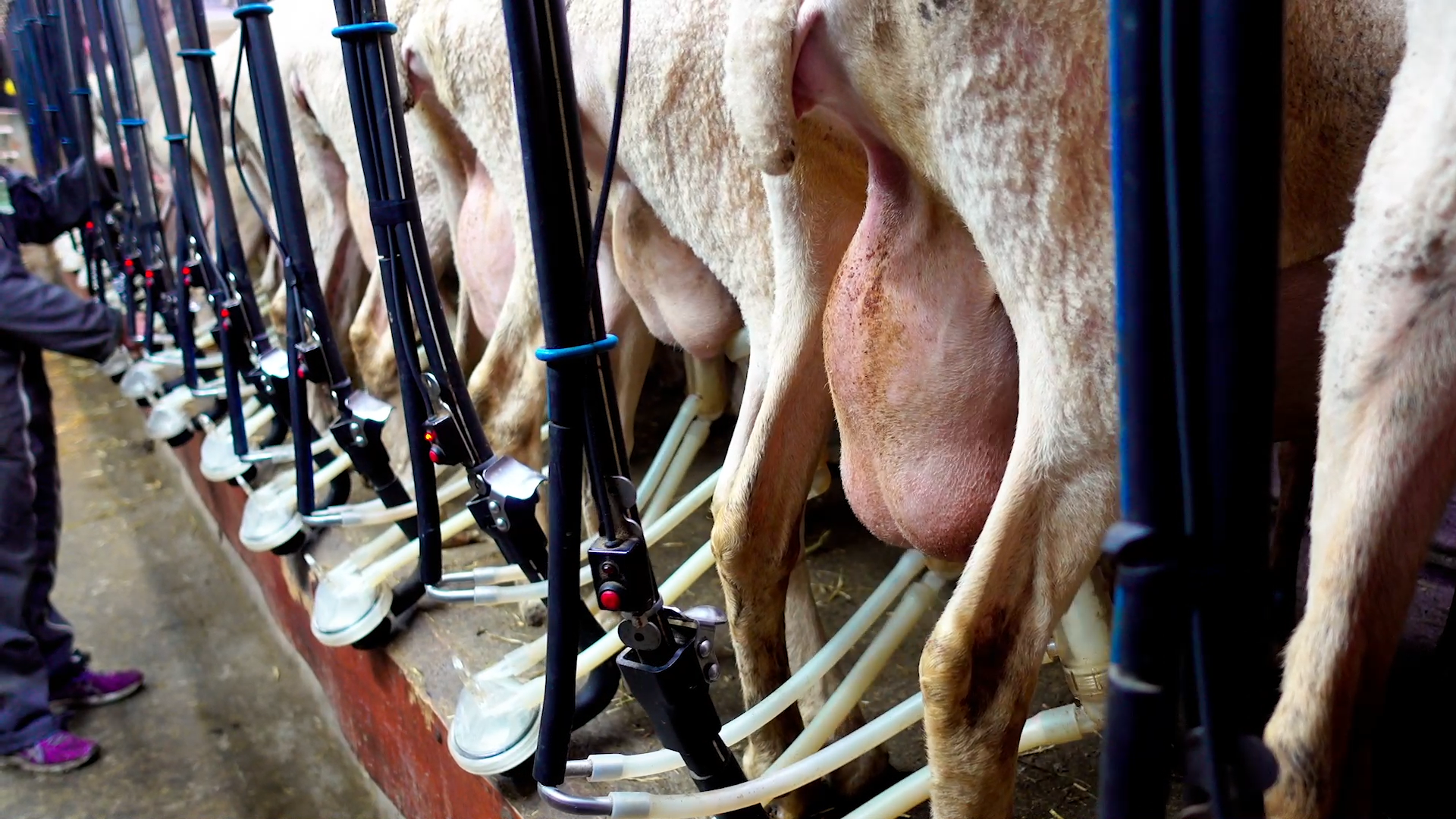
حلب الأغنام لإنتاج رُكفور

الجراثيم التي تعطي جبن رُكفور طابعه المميز هي مكنسية ركفور، فقد عثر عليها في تربة الكهوف المحلية. وقد كان صانعو الجبن قديما يستخرجونه عن طريق ترك الخبز في الكهوف لمدة تراوح من ستة إلى ثمانية أسابيع حتى يستهلكه هذا العفن. ثم يُجفف الجزء الداخلي . أما في العصر الحديث فيمكن زراعة هذا النوع من الجراثيم في المختبر ما يسمح أيضا بتوحيد طعم المنتج.
يصنع رُكفور من حليب أغنام فقط، وفصيلة معينه تدعى بسلالة لاكون. كَمٌّ قليلٌ من حليب البقر أو الماعز كان يُضاف في بعض الأحيان  قبل لوائح قوانين التحكم في أصل تسمية المنشأ عام 1925. يلزم نحو 4.5 لتر (1.2 غال-أمريكي) من الحليب لإنتاج كيلوغرام واحد من الرُكفور. يُنتج الجبن في جميع أنحاء أَفِيرون وجزء من الأقسام القريبة من أود ولوزار وغارد وإيرو . 

### الاستهلاك والاستخدامات الأخرى
تشمل المأكولات المحلية في مدينة أفيرون والمدن حولها في العديد من الوصفات القائمة على جبن رُكفور لتشمل صلصات اللحوم في الأطباق الرئيسة والفطائر الشهيه والحشوات. لا يُنتج الجبن البنسلين خلافًا للاعتقاد الشائع. ومع ذلك فنظرًا لوجود بروتينات أخرى مضادة للالتهابات فق كان من الشائع في المناطق الريفية أن يضع الرعاة هذا الجبن على الجروح لتجنب مرض الغنغرينا.

### لوائح AOC
التحكم في أصل تسمية المنشأ وضع اللوائح التي تحكم إنتاج الرُكفور على عدد من المراسيم الصادرة عن INAO . وتشمل هذه:
1. يجب تسليم جميع الحليب المستخدم بعد 20 يومًا على الأقل من حدوث الحمل.
2. يجب أن تكون الأغنام في مرعى، كلما أمكن ذلك، في منطقة تضم معظم أفيرون وأجزاء من المقاطعات المجاورة.
3. يجب أن يكون الحليب كاملًا وخامًا (لا يسخن فوق 34 °م (93 °ف))، وغير مفلتر باستثناء إذا كان الغرض إزالة الجسيمات المجهرية (macroscopic particles).
4. يجب أن تُضاف المنفحة في غضون 48 ساعة من الحلب.
5. يجب أن تُنتج مكنسية الركفور المستخدمة في الإنتاج في فرنسة من الكهوف الطبيعية في منطقة ركفور على السلزون.
6. يجب أن يُملح باستخدام الملح الجاف.
7. يجب أن يُنضَج الجبن ويُقطع ويُعبأ ويُبرد كاملًا في بلدية رُكفور على السُّلزون.

### محتوى الجلوتامات
يحتوي رُكفور على نسبة عالية من حمض الجلوماتيك الحرة، 1,280 مجم لكل 100 جرام من الجبن.

## الفوائد الصحية
وفقًا لدراسة أجريت عام 2012، يحتوي رُكفور على مركبات مضادة للالتهابات. وجدت دراسة من عام 2013 أن البروتينات من جبن رُكفور تمنع انتشار داء المتدثرات وهجرة الكريات البيضاء LPS (عديد السكاريد الشحمي).